# Apostolisches Vikariat Pando
Das Apostolische Vikariat Pando (lateinisch Vicariatus Apostolicus Pandoënsis) ist ein in Bolivien gelegenes römisch-katholisches Apostolisches Vikariat mit Sitz in Riberalta.
Es wurde am 29. April 1942 aus dem Apostolischen Vikariat El Beni o Beni herausgenommen. Sein Gebiet umfasst das Departamento Pando und die Provinz Vaca Díez im Departamento Beni.

## Apostolische Vikare
- Alonso Manuel Escalante MM (1943–1960)
  - Thomas Joseph Danehy MM (1948–1959) (Apostolischer Administrator)
- Thomas Patrick Collins MM (1960–1968)
- Andrea Bernardo Schierhoff (1982–1986)
- Luis Morgan Casey (1988–2013)
- Eugenio Coter (seit 2013)